# Uærhæg
Nella mitologia osseta, Uærhæg era uno dei personaggi mitici presenti nel Ciclo dei Narti: si tratta del padre di Æhsær e Æhsærtæg.

## Uærhæg e la nascita dei gemelli
Quando Uærhæg, decano dei Narti ebbe due figli, per propiziare la vita dei nascituri fece un banchetto invitando il fabbro Kurdalægon, il genio Donbettyr e Boræ. Il fabbro celeste diede ai due bambini i nomi di Æhsær ("Valoroso") e Æhsærtæg ("Più valoroso del fratello"), donando al padre un flauto di acciaio da lui stesso fabbricato, capace di cantare da solo.
I figli crebbero forti e valorosi tanto che venivano considerati tra i migliori della loro stirpe, il padre orgoglioso di loro li selezionò per la guardia al frutteto dei Narti, dove cresceva un melo che produceva un unico frutto miracoloso che ogni notte veniva rubato nonostante la guardia montata dai Narti più valorosi.

## La lontananza dai figli e la riunione
Al turno della guardia i due gemelli furono ammoniti dal padre per spronarli alla massima attenzione, i due furono portati lontano dall'inseguimento delle colombe colpevoli del furto, il padre rimase solo ed invecchiò disperando di ritrovare i figli.
Æhsær e Æhsærtæg, per un tragico equivoco si uccisero, la moglie di quest'ultimo, Dzerassæ, venne ad abitare nel villaggio dei Narti dove mise al mondo i due figli Uryzmæg e Hæmyts che una volta adulti partirono alla ricerca del loro avo che la figlia di  K'ulbadæg aveva rivelato essere ancora vivo. I due nipoti trovarono il nonno che a seguito di questo incontro fu come rigenerato: assieme ai nipoti conobbe la nuora Dzerassæ che prese in moglie e con cui visse fino alla fine dei suoi giorni.